# 김현철 (가수)
김현철(1969년 6월 14일 ~ )은 대한민국의 싱어송라이터, 작사가, 작곡가, 음악 프로듀서이다.

## 생애
- 초등학교 2학년 때부터 6학년까지 사우디아라비아에서 유년시절을 보냈다.
- 1989년 1집 수록곡 《춘천 가는 기차》, 1993년 3집 수록곡 《달의 몰락》등의 노래를 통해, 고급스러운 음악을 선보여 주목을 받았고, 이후 계속 히트곡을 발표했다.
- 1980년대 후반부터 1990년대를 풍미한 동아기획에서 활동했던 뮤지션들 중에 대표적인 가수이며, 다른 많은 가수들의 음악에도 직간접적으로 큰 영향을 주었다.

이소라 등의 음반을 프로듀싱하여 히트시킨 제작자이며, 현재는 FE 엔터테인먼트의 대표를 맡아 연예인 기획사의 경영자로도 활동중이다.
현재는 경희대학교 포스트모던음악학과 교수로 재직하고 있으며, 2007년부터 1년간, 2013년부터 2018년까지 MBC FM4U의 《오후의 발견》을 진행했다. 6개월 만에 동 채널로 복귀하여 피아니스트 이루마의 후임으로 《FM 골든디스크》를 진행하다가 2022년 3월 27일 종영되었다. 2022년 3월 28일부터 2023년 11월 19일까지 MBC 표준FM의 《원더풀 라디오》를 진행했다. 2023년 11월 20일부터는 MBC 표준FM의 《김현철의 디스크쇼》를 진행하고 있다.

## 학력
- 서울청담초등학교 졸업 (1982년)
- 언북중학교 졸업 (1985년)
- 영동고등학교 졸업 (1988년)
- 홍익대학교 전기제어공학과 졸업

## 음반

### 김현철
- 정규 10집 《돛》 2019년 11월
- 미니앨범 《Fe's 10th - Preview》 2019년 5월
- 김현철 Kid's Pop 2집 《When I grow up》 2006년 5월
- 김현철 Kid's Pop 1집 《Love is...》 2004년 12월
- 정규 9집 《Talk about love》 2006년 12월
- 정규 8집 《...그리고 김현철》 2002년 3월
- 정규 7집 《어느 누구를 사랑한다는건 미친 짓이야》 1999년 5월
- 정규 6집 《. . .》 1998년 11월
- 정규 5집 《冬夜冬朝》1996년 10월
- Live 앨범 《Live 환장》 1996년
- 정규 4집 《Who Stepped On It》 1995년 11월
- 정규 3집 《횡계에서 돌아오는 저녁》 1993년
- 정규 2집 《32도씨 여름》 1992년
- 정규 1집 《김현철 Vol.1》 1989년 8월

### 영화음악
- 영화 《그대 안의 블루》 OST 1992년 프로듀서
- 영화 《네온 속으로 노을지다》 OST 1994년 프로듀서
- 영화 《시월애》 OST 2000년 프로듀서
- 영화 《마이파더》 OST 2007년 프로듀서

### 앨범 프로듀서
- 이소라 1집, 2집, 4집 프로듀서
- 장혜진 3집 프로듀서

### 참여 곡
- 이소라 《난 행복해》, 《제발》, 《청혼》
- 이소라 & 박효신 《'It's gonna be rolling'》
- 박학기 《이미 그댄》, 《계절은 이렇게 내리네》
- 더원 《I DO》, 《비나이다》 (장길산 OST)
- 더원 & 태연 《'You bring me joy'》
- 이소라 & 이문세 《장난인 줄로만 알았지》
- 박정현 《영원까지 기억되도록》
- 엠씨더맥스 《마지막 내 숨소리》
- 박효신 《그 흔한 남자여서》
- 아이유 《'EVERYTHING'S ALRIGHT'》
- 장혜진 《1994년 어느 늦은 밤》 (작사) 외 400여곡

## 방송 활동

### TV

#### 예능
- MBC 《미스터리 음악쇼 복면가왕》 - 고정 판정단 (2015.7.26 ~ 2022.5.22)
- TV CHOSUN 《아바드림》 - 드림캐처 (2022)

#### 드라마
- EBS 《플루토 비밀결사대》 - 이상식 역
- KBS2 《트로트의 연인》 - 음악프로그램 MC 역 (특별출연)

#### 내레이션
- KBS1 《다큐On》 121회 : 신년기획 일상의 꿈을 노래하다

### 라디오
- KBS 2FM 《뮤직 플러스》
- MBC FM4U 《오후의 발견》 (2007년 4월 23일 ~ 2008년 4월 6일, 2013년 9월 2일 ~ 2018년 10월 7일)
- MBC FM4U 《김현철의 골든디스크》 (2019년 4월 1일 ~ 2022년 3월 27일)
- MBC 표준FM 《원더풀 라디오 김현철입니다》(2022년 3월 28일 ~ 2023년 11월 19일)
- MBC 표준FM 《김현철의 디스크쇼》(2023년 11월 20일 ~ 현재)

### 광고
- 1995년 해태htb 네오소다

## 수상
- 1993년 SKC 음반대상 본상
- 1994년 대한민국 영상음악 대상
- 2000년 오늘의 젊은 예술가상 대중예술부문상
- 2017년 MBC 방송연예대상 라디오 부문 우수상 《오후의 발견》
- 2017년 MBC 방송연예대상 쇼 버라이어티 시트콤부문 남자 우수상 《미스터리 음악쇼 복면가왕》
- 2019년 MBC 방송연예대상 공로상 《미스터리 음악쇼 복면가왕》
- 2020년 제29회 하이원 서울가요대상 올해의 발견상
- 2023년 MBC 방송연예대상 라디오 부문 남자 최우수상 우수상 《김현철의 디스크쇼》

### 가요 프로그램 1위
| 연도            | 수상 내역                                              |
| --------------- | ------------------------------------------------------ |
| 1995년 (총 1회) | - 끝난건가요 (총 1회) - 5월 7일 SBS 《TV 가요 20》 1위 |